# 개밸래구

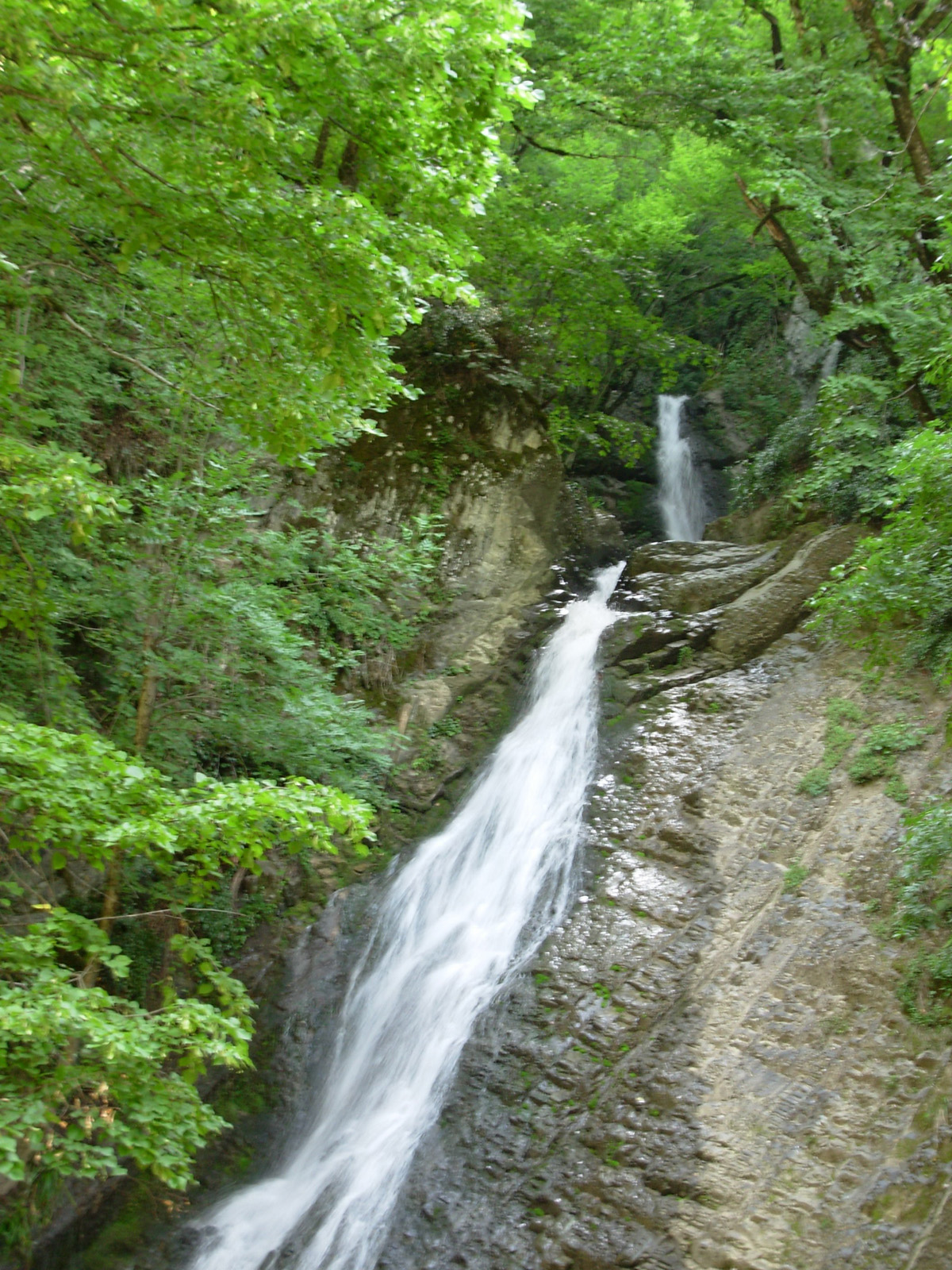
개밸래구에 있는 폭포

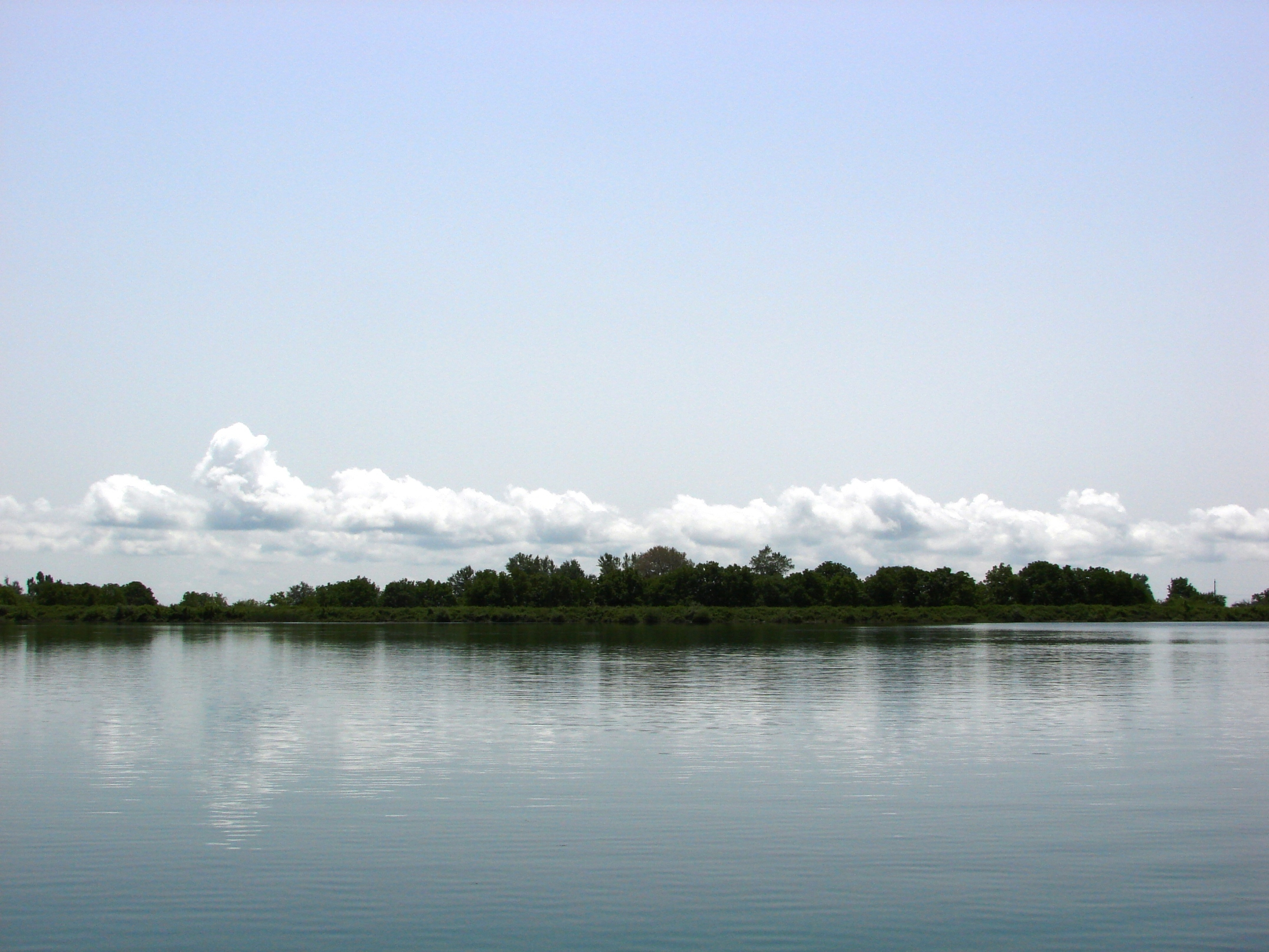
개밸래구에 있는 호수

개밸래구(아제르바이잔어: Qəbələ rayonu)는 아제르바이잔 북부에 위치한 구로 행정 중심지는 개밸래이며 면적은 1,550km2, 인구는 93,770명이다. 북쪽으로는 러시아 다게스탄 공화국과 접한다.